# 不朽軍團
不朽軍團（俄语：Бессмертный полк）是俄罗斯境內成立的一個非营利组织。該組織在每年5月9日胜利日庆祝活动期间，會在俄罗斯和世界各地主要城市举办大型民间活动，旨在缅怀一线工人、军人、游击队员、抵抗组织人员以及执法和救灾人员。活動期間，参与者会携带第二次世界大战期间蘇聯劳工界人士、准军事部队、武装部队士兵的照片。